# Neukieritzsch
Neukieritzsch ist eine Gemeinde im Landkreis Leipzig in Sachsen.

## Geographie
Neukieritzsch liegt in der Leipziger Tieflandsbucht etwa 25 km südlich von Leipzig und 9 km nordwestlich der Kreisstadt Borna. Zwischen dem Leipziger Neuseenland im Osten und dem Tagebau Vereinigtes Schleenhain im Westen gelegen, wird sie von der Pleiße durchflossen. Die B 176 und die Bahnstrecke Leipzig–Hof mit dem Bahnhof Neukieritzsch führen durch die Gemeinde.

### Nachbargemeinden
Angrenzende Gemeinden sind Böhlen, Rötha, Borna, Regis-Breitingen, Groitzsch und Zwenkau.

## Gemeindegliederung

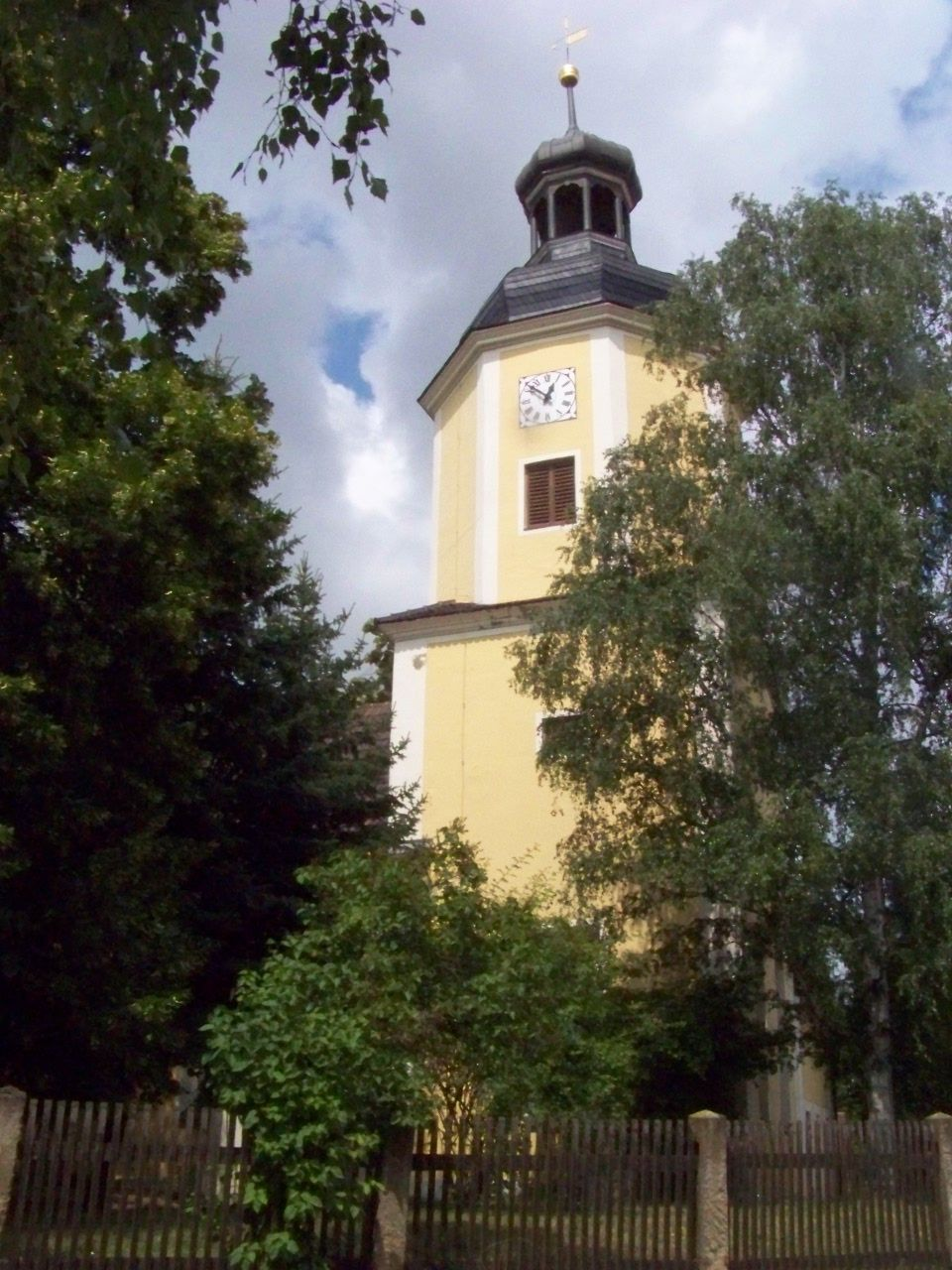
Kirche in Kieritzsch

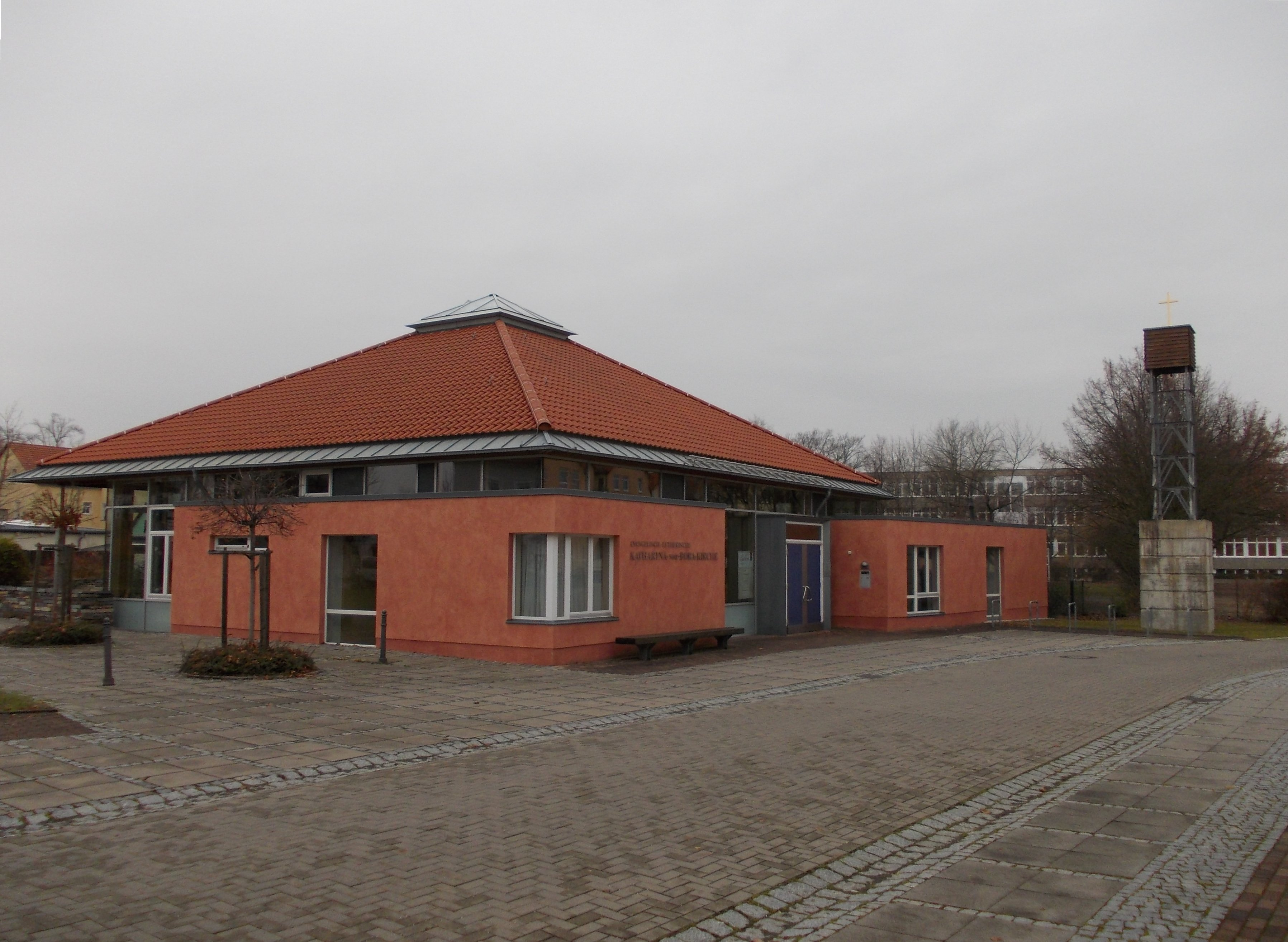
Katharina-von-Bora-Kirche in Neukieritzsch

Zur Gemeinde gehören neben dem eigentlichen Ort Neukieritzsch die Ortsteile Lippendorf und Kieritzsch sowie Deutzen, Lobstädt, Kahnsdorf und Großzössen.
| Ortsteile     | Zugehörige Orte                                                               |
| ------------- | ----------------------------------------------------------------------------- |
| Deutzen       | Neu-Deutzen (in den 1960er Jahren nach Zerstörung von Alt-Deutzen entstanden) |
| Großzössen    | Großzössen                                                                    |
| Kahnsdorf     | Kahnsdorf, Pürsten, Zöpen                                                     |
| Kieritzsch    | Kieritzsch                                                                    |
| Lippendorf    | Medewitzsch (Name „Lippendorf“ ging nach 1960 auf den Ort über)               |
| Lobstädt      | Lobstädt                                                                      |
| Neukieritzsch | Neukieritzsch (aus Siedlung „Am Bahnhof Kieritzsch“ entstanden)               |

Durch den Braunkohleabbau in der Region wurden einige Orte abgebrochen. Deren Fluren kamen zu verschiedenen Zeiten durch Eingemeindung nach Neukieritzsch oder in einen seiner Ortsteile zum Gemeindegebiet hinzu. Folgende Orte waren betroffen:
| Ehemaliger Ort      | Grund und Zeit des Abbruchs                                                                                  |
| ------------------- | --- |
| Bergisdorf          | 1951 durch Tagebau Deutzen abgebrochen                                                                       |
| Breunsdorf          | 1988–1994 ausgesiedelt, 1999 durch Tagebau Vereinigtes Schleenhain überbaggert                               |
| Alt-Deutzen         | 1961–1966 durch Tagebau Borna-West schrittweise abgebrochen                                                  |
| Hain                | 1968–1971 durch Tagebau Witznitz II abgebrochen                                                              |
| Kleinzössen         | 1968–1971 durch Tagebau Witznitz II abgebrochen                                                              |
| Lippendorf          | 1960 abgebrochen und mit Anlagen des Kraftwerks Lippendorf überbaut, Name ging auf Ortsteil Medewitzsch über |
| Peres               | 1982–1983 durch Tagebau Peres abgebrochen                                                                    |
| Piegel              | 1976–1978 durch Tagebau Peres abgebrochen                                                                    |
| Pulgar              | 1971 schrittweise durch Tagebau Peres abgebrochen bzw. Flur mit Anlagen des Kraftwerks Lippendorf überbaut   |
| Röthigen            | 1957–1958 durch Tagebau Deutzen abgebrochen                                                                  |
| Spahnsdorf          | 1960 abgebrochen und mit Anlagen des Kraftwerks Lippendorf überbaut                                          |
| Zöllsdorf (Wüstung) | 1990 teilweise durch Tagebau Peres überbaggert; liegt in Flur von Kieritzsch                                 |

## Geschichte
Während die eingemeindeten Ortsteile zum Teil auf eine mehr als 500-jährige Geschichte zurückblicken, ist die Geschichte des Ortes Neukieritzsch eng mit dem Bau der Sächsisch-Bayerischen Eisenbahn verbunden. Diese eröffnete im Jahr 1842 ihren ersten Streckenabschnitt Leipzig–Altenburg, an dem der heutige Bahnhof Neukieritzsch zunächst der einzige Zwischenhalt war. Dieser Bahnhof lag zu dieser Zeit auf freiem Feld, jeweils etwa drei Kilometer von den Dörfern Kieritzsch, Pürsten und Breunsdorf entfernt. Obwohl das Gebiet des Bahnhofs noch zur Gemarkung von Pürsten gehörte, erhielt der Bahnhof die Bezeichnung Kieritzsch, da Pürsten und Kahnsdorf eine Bezeichnung nach ihrem Ort ablehnten. Von diesem Bahnhof aus wurden 1867 die Anschlussstrecken nach Borna (1872 bis Chemnitz verlängert) und 1909 nach Pegau errichtet. Mit dieser Stellung als Bahnknoten wuchs die neu entstandene Siedlung um den inzwischen mit einem neuen Bahnhofsgebäude ausgestatteten Bahnhof rasch. Auch die in unmittelbarer Umgebung neu entstandenen Fabriken, so z. B. eine Zuckerrübenfabrik, die um 1850 gebaut wurde und aus der 1864 eine Wollwäscherei wurde, sowie die 1901 gegründete Braunkohlegewerkschaft Breunsdorf mit ihrem Hauptsitz südlich des Bahnhofs, trugen zu dieser Entwicklung bei.

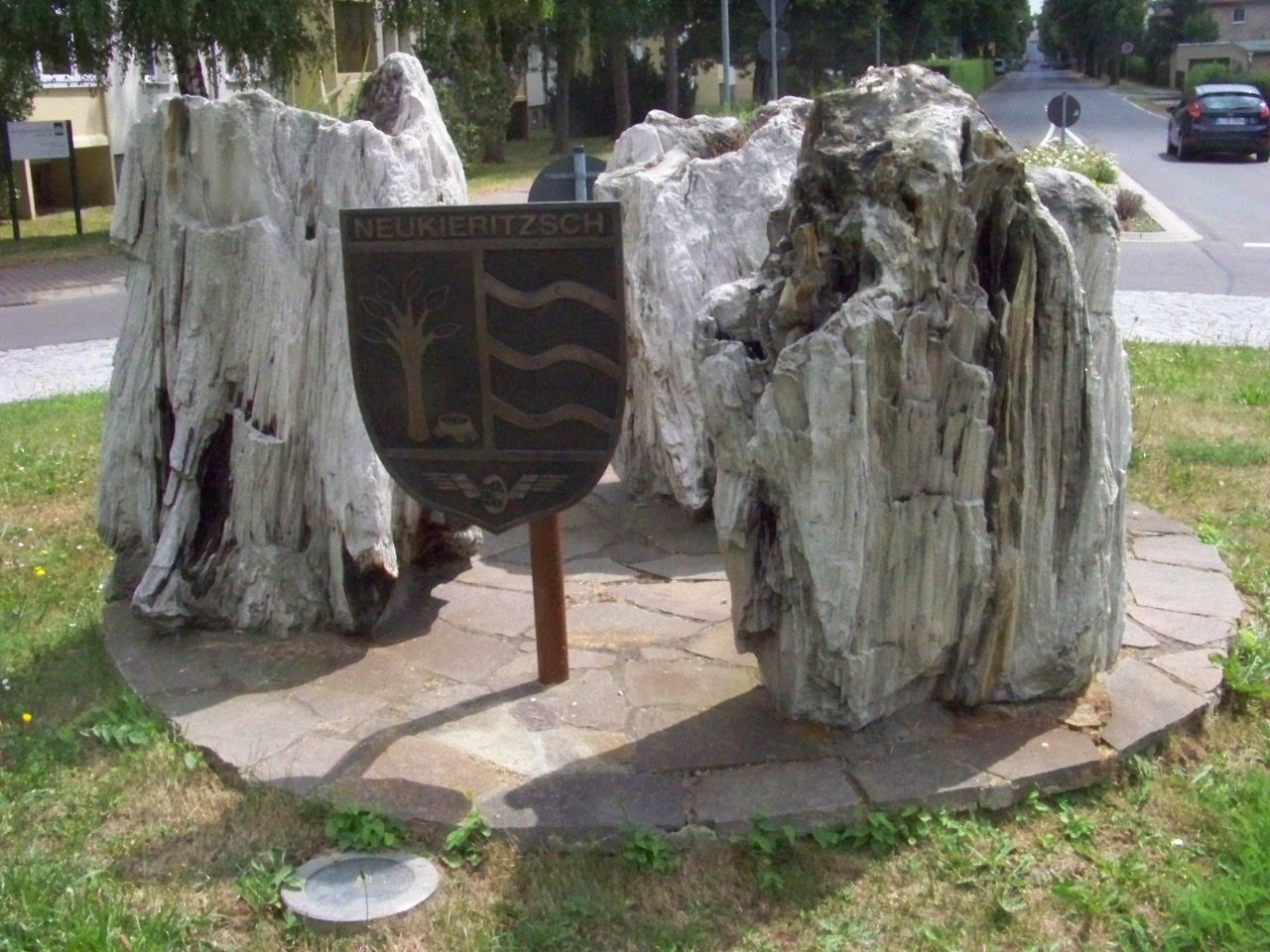
Ortseingang von Neukieritzsch mit Tagebaufundstücken

Da nach dem Ersten Weltkrieg auf Grund des Versailler Vertrags das Ruhrgebiet unter französischer Besatzung stand und damit die Versorgung Deutschlands mit Steinkohle stark beeinträchtigt war, wurde nun vom Staat der Braunkohlenbergbau gefördert, was besonders dem Mitteldeutschen Braunkohlerevier zugutekam. Neben neu entstandenen Siedlungen für die Bergarbeiter wurde der Bahnhof Kieritzsch zu einem bedeutenden Rangierbahnhof ausgebaut.
Nachdem sich 1934 die östlich der Bahnlinie gelegenen Orte Kahnsdorf, Pürsten und Zöpen zur neuen Gemeinde Kahnsdorf zusammengeschlossen hatten, entstand auch der Bedarf für eine administrative Neugliederung der inzwischen hauptsächlich westlich des Bahnhofs kräftig gewachsenen Siedlung. Daraufhin bestimmte der NS-Reichsstatthalter für Sachsen, Martin Mutschmann, am 1. November 1935 die Bildung der neuen Gemeinde Neukieritzsch. 1936 nahm auch der Bahnhof den Namen des neuen Orts an.
In den Folgejahren sowohl während als auch nach dem Zweiten Weltkrieg entstanden in der Umgebung neue Industriebetriebe, so 1941/1942 das Ferrolegierungswerk Lippendorf und ab 1963 das Kraftwerk Lippendorf. Auch vergrößerten sich die Chemischen Werke Böhlen (heute zu Dow Chemical gehörend). Dadurch entstand Bedarf nach neuem Wohnraum, einerseits für die neuen Arbeitskräfte, andererseits für die bis dahin auf dem Gelände der neuen Betriebe wohnenden Menschen. Dies hatte zur Folge, dass in den 1960er Jahren im Süden und Norden des Ortes neue Wohngebiete entstanden. Der östliche Bereich von Neukieritzsch fiel zwischen 1952 und 1957 dem Braunkohleabbau durch den Tagebau Witznitz II zum Opfer. Von der Umsiedlung waren 190 Einwohner betroffen. 1958 wurde die Verbindungsstraße nach Kahnsdorf gekappt. Kahnsdorf, Zöpen und Pürsten wurden kurz zuvor auch bezüglich der Verwaltung von Neukieritzsch mit der Siedlung am Bahnhof getrennt und bildeten ab dem 1. Januar 1957 wieder eine eigenständige Gemeinde Kahnsdorf, die über die Eingemeindung nach Lobstädt 1994 und deren Eingemeindung nach Neukieritzsch im Jahr 2008 wieder Ortsteil von Neukieritzsch wurde.

### Eingemeindungen
Breunsdorf wurde am 1. Januar 1994 eingemeindet. Am 1. Juli 1996 folgte Lippendorf-Kieritzsch. Am 1. April 2008 kam Lobstädt hinzu. Am 1. Juli 2014 wurde Deutzen eingemeindet.
| Ehemalige Gemeinde    | Datum                             | Anmerkung |
| --------------------- | --------------------------------- | --- |
| Am Bahnhof Kieritzsch | 1. November 1935                  | 1935 Zusammenschluss mit Kahnsdorf zu Neukieritzsch, 1. Januar 1957 als Neukieritzsch eigenständige Gemeinde ohne Kahnsdorf |
| Bergisdorf            | 1. September 1948                 | Eingemeindung nach Lobstädt; 1951 durch Tagebau Deutzen devastiert |
| Breunsdorf            | 1994                              | 1988–1994 durch Tagebau Vereinigtes Schleenhain devastiert; Eingemeindung der Flur nach Neukieritzsch |
| Deutzen               | 1. Juli 2014                      | Eingemeindung nach Neukieritzsch; Alt-Deutzen 1966–1967 durch Tagebau Borna-West devastiert, westlich der alten Ortslage als Neu-Deutzen wieder errichtet                                                                                 |
| Großzössen            | 1. Januar 1994                    | Eingemeindung nach Lobstädt |
| Hain mit Gutengröba   | 1. Januar 1971                    | 1968–1971 durch Tagebau Witznitz II devastiert, Flur ohne Flur von Kreudnitz 1971 nach Kahnsdorf eingemeindet |
| Kahnsdorf             | 1. November 1935 / 1. Januar 1994 | 1935 Zusammenschluss mit Am Bahnhof Kieritzsch zu Neukieritzsch, am 1. Januar 1957 wieder eigenständig, 1994 Eingemeindung nach Lobstädt                                                                                                  |
| Kieritzsch            | 1. Oktober 1973                   | Zusammenschluss mit Lippendorf zu Lippendorf-Kieritzsch |
| Kleinzössen           | 1. Oktober 1948                   | Eingemeindung nach Großzössen; 1968–1971 durch Tagebau Witznitz II devastiert |
| Lippendorf            | 1. Oktober 1973                   | 1934 Zusammenschluss mit Spahnsdorf und Medewitzsch zu Lippendorf; 1960 OT Lippendorf und Spahnsdorf durch Kraftwerk Lippendorf devastiert; Restort Lippendorf (Medewitzsch) 1973 Zusammenschluss mit Kieritzsch zu Lippendorf-Kieritzsch |
| Lippendorf-Kieritzsch | 1. Januar 1996                    | Eingemeindung nach Neukieritzsch |
| Lobstädt              | 1. Januar 2008                    | Eingemeindung nach Neukieritzsch |
| Medewitzsch           | 1. April 1934                     | Zusammenschluss mit Lippendorf und Spahnsdorf zu Lippendorf |
| Peres                 | 15. September 1961                | Zusammenschluss mit Pulgar zu Peres-Pulgar; 1982/83 durch Tagebau Peres devastiert |
| Peres-Pulgar          | 1983                              | nach Devastierung aller Ortsteile Eingemeindung nach Lippendorf-Kieritzsch |
| Piegel                | 1. September 1948                 | Eingemeindung nach Peres; 1976–1978 durch Tagebau Peres devastiert |
| Pulgar                | 15. September 1961                | Zusammenschluss mit Peres zu Peres-Pulgar; 1971 durch Bau der Chemischen Werke Böhlen devastiert |
| Pürsten               | 1934                              | Eingemeindung nach Kahnsdorf |
| Röthigen              | 1. April 1934                     | Eingemeindung nach Deutzen; 1957/58 durch Tagebau Deutzen devastiert |
| Spahnsdorf            | 1. April 1934                     | Zusammenschluss mit Lippendorf und Medewitzsch zu Lippendorf; 1960 durch Kraftwerk Lippendorf devastiert |
| Zöllsdorf             |                                   | wüste Mark in Flur Kieritzsch; 1990 durch Tagebau Peres teilweise devastiert |
| Zöpen                 | 1934                              | Eingemeindung nach Kahnsdorf |

### Einwohnerentwicklung
Entwicklung der Einwohnerzahl (jeweils zum 31. Dezember des Jahres):
| - 1998: 4418 - 1999: 4183 - 2000: 3908 - 2001: 3740 - 2002: 3700 | - 2003: 3651 - 2004: 3384 - 2007: 5938 - 2009: 5740 - 2012: 5406 | - 2013: 5327 - 2014: 6897 |

 Datenquelle: Statistisches Landesamt Sachsen

### Gedenkstätten
- Ehrenhain auf dem Friedhof des Ortsteiles Großzössen für 257 sowjetische Kriegsgefangene sowie Frauen und Männer mehrerer Nationen, die während des Zweiten Weltkrieges nach Deutschland verschleppt und Opfer von Zwangsarbeit wurden

## Politik
2024 kam es in Neukieritzsch zu vier Bürgerentscheiden. Alle vier Bürgerentscheide wurden inhaltlich angenommen, scheiterten aber am Ja-Stimmen-Quorum.

### Gemeinderat
Seit der Gemeinderatswahl am 9. Juni 2024 verteilen sich die 16 Sitze des Gemeinderates folgendermaßen auf die einzelnen Gruppierungen:
- CDU: 4 Sitze
- Freie Wählergemeinschaft Neukieritzsch Sport (FWG): 4 Sitze
- Bürger für Deutzen: 3 Sitze
- AfD: 2 Sitze
- LINKE: 1 Sitz
- Grüne: 1 Sitz
- SPD: 1 Sitz

| Gemeinderat ab 2024Insgesamt 16 Sitze - Linke: 1 - SPD: 1 - Grüne: 1 - FWG: 4 - BfD: 3 - CDU: 4 - AfD: 2 Die AfD kann zwei Sitze nicht besetzen. Der Gemeinderat verkleinert sich entsprechend. | Liste                                                              | 2024   | 2024   | 2019   | 2019   | 2014   | 2014   |
| Gemeinderat ab 2024Insgesamt 16 Sitze - Linke: 1 - SPD: 1 - Grüne: 1 - FWG: 4 - BfD: 3 - CDU: 4 - AfD: 2 Die AfD kann zwei Sitze nicht besetzen. Der Gemeinderat verkleinert sich entsprechend. | Liste                                                              | Sitze  | in %   | Sitze  | in %   | Sitze  | in %   |
| Gemeinderat ab 2024Insgesamt 16 Sitze - Linke: 1 - SPD: 1 - Grüne: 1 - FWG: 4 - BfD: 3 - CDU: 4 - AfD: 2 Die AfD kann zwei Sitze nicht besetzen. Der Gemeinderat verkleinert sich entsprechend. | AfD                                                                | 2      | 25,1   | 2      | 14,6   | –      | –      |
| Gemeinderat ab 2024Insgesamt 16 Sitze - Linke: 1 - SPD: 1 - Grüne: 1 - FWG: 4 - BfD: 3 - CDU: 4 - AfD: 2 Die AfD kann zwei Sitze nicht besetzen. Der Gemeinderat verkleinert sich entsprechend. | CDU                                                                | 4      | 25,0   | 6      | 28,8   | 9      | 50,6   |
| Gemeinderat ab 2024Insgesamt 16 Sitze - Linke: 1 - SPD: 1 - Grüne: 1 - FWG: 4 - BfD: 3 - CDU: 4 - AfD: 2 Die AfD kann zwei Sitze nicht besetzen. Der Gemeinderat verkleinert sich entsprechend. | Freie Wählergemeinschaft Neukieritzsch Sport (bis 2019: FWN Sport) | 4      | 20,3   | 4      | 20,6   | 4      | 21,2   |
| Gemeinderat ab 2024Insgesamt 16 Sitze - Linke: 1 - SPD: 1 - Grüne: 1 - FWG: 4 - BfD: 3 - CDU: 4 - AfD: 2 Die AfD kann zwei Sitze nicht besetzen. Der Gemeinderat verkleinert sich entsprechend. | Bürger für Deutzen                                                 | 3      | 14,9   | 2      | 13,8   | –      | –      |
| Gemeinderat ab 2024Insgesamt 16 Sitze - Linke: 1 - SPD: 1 - Grüne: 1 - FWG: 4 - BfD: 3 - CDU: 4 - AfD: 2 Die AfD kann zwei Sitze nicht besetzen. Der Gemeinderat verkleinert sich entsprechend. | SPD                                                                | 1      | 6,8    | 1      | 9,2    | 2      | 12,1   |
| Gemeinderat ab 2024Insgesamt 16 Sitze - Linke: 1 - SPD: 1 - Grüne: 1 - FWG: 4 - BfD: 3 - CDU: 4 - AfD: 2 Die AfD kann zwei Sitze nicht besetzen. Der Gemeinderat verkleinert sich entsprechend. | Linke                                                              | 1      | 4,6    | 2      | 10,7   | 3      | 16,2   |
| Gemeinderat ab 2024Insgesamt 16 Sitze - Linke: 1 - SPD: 1 - Grüne: 1 - FWG: 4 - BfD: 3 - CDU: 4 - AfD: 2 Die AfD kann zwei Sitze nicht besetzen. Der Gemeinderat verkleinert sich entsprechend. | Grüne                                                              | 1      | 3,3    | –      | –      | –      | –      |
| Gemeinderat ab 2024Insgesamt 16 Sitze - Linke: 1 - SPD: 1 - Grüne: 1 - FWG: 4 - BfD: 3 - CDU: 4 - AfD: 2 Die AfD kann zwei Sitze nicht besetzen. Der Gemeinderat verkleinert sich entsprechend. | FDP                                                                | –      | –      | –      | 2,1    | –      | –      |
| Gemeinderat ab 2024Insgesamt 16 Sitze - Linke: 1 - SPD: 1 - Grüne: 1 - FWG: 4 - BfD: 3 - CDU: 4 - AfD: 2 Die AfD kann zwei Sitze nicht besetzen. Der Gemeinderat verkleinert sich entsprechend. | Wahlbeteiligung                                                    | 67,3 % | 67,3 % | 60,1 % | 60,1 % | 51,5 % | 51,5 % |

### Bürgermeister
Bei der Bürgermeisterwahl am 12. Juni 2022 wurde Thomas Meckel (SPD) für eine siebenjährige Amtszeit zum Nachfolger von Thomas Hellriegel (CDU) gewählt. Auf Meckel entfielen 55,1 Prozent der Stimmen, auf Hellriegel 44,9 Prozent.
| Wahl | Bürgermeister     | Vorschlag | Wahlergebnis (in %) |
| ---- | ----------------- | --------- | ------------------- |
| 2022 | Thomas Meckel     | SPD       | 55,1                |
| 2015 | Thomas Hellriegel | CDU       | 42,9                |
| 2008 | Henry Graichen    | CDU       | 99,6                |
| 2001 | Henry Graichen    | CDU       | 75,5                |
| 1994 | Lutz Brigl        | Brigl     | 64,8                |

## Wirtschaft und Infrastruktur
Wirtschaftlich wird die Gemeinde von der Braunkohle dominiert: Im Ortsteil Lippendorf befindet sich ein Braunkohlekraftwerk, westlich der Gemeinde der Tagebau Vereinigtes Schleenhain, welcher u. a. über ein 14 km langes Förderband das Kraftwerk in Lippendorf versorgt. 
Mit dem Energiepark Witznitz wurde 2022 mit dem Bau des bislang größten Solarparks Deutschlands begonnen.

### Öffentliche Einrichtungen

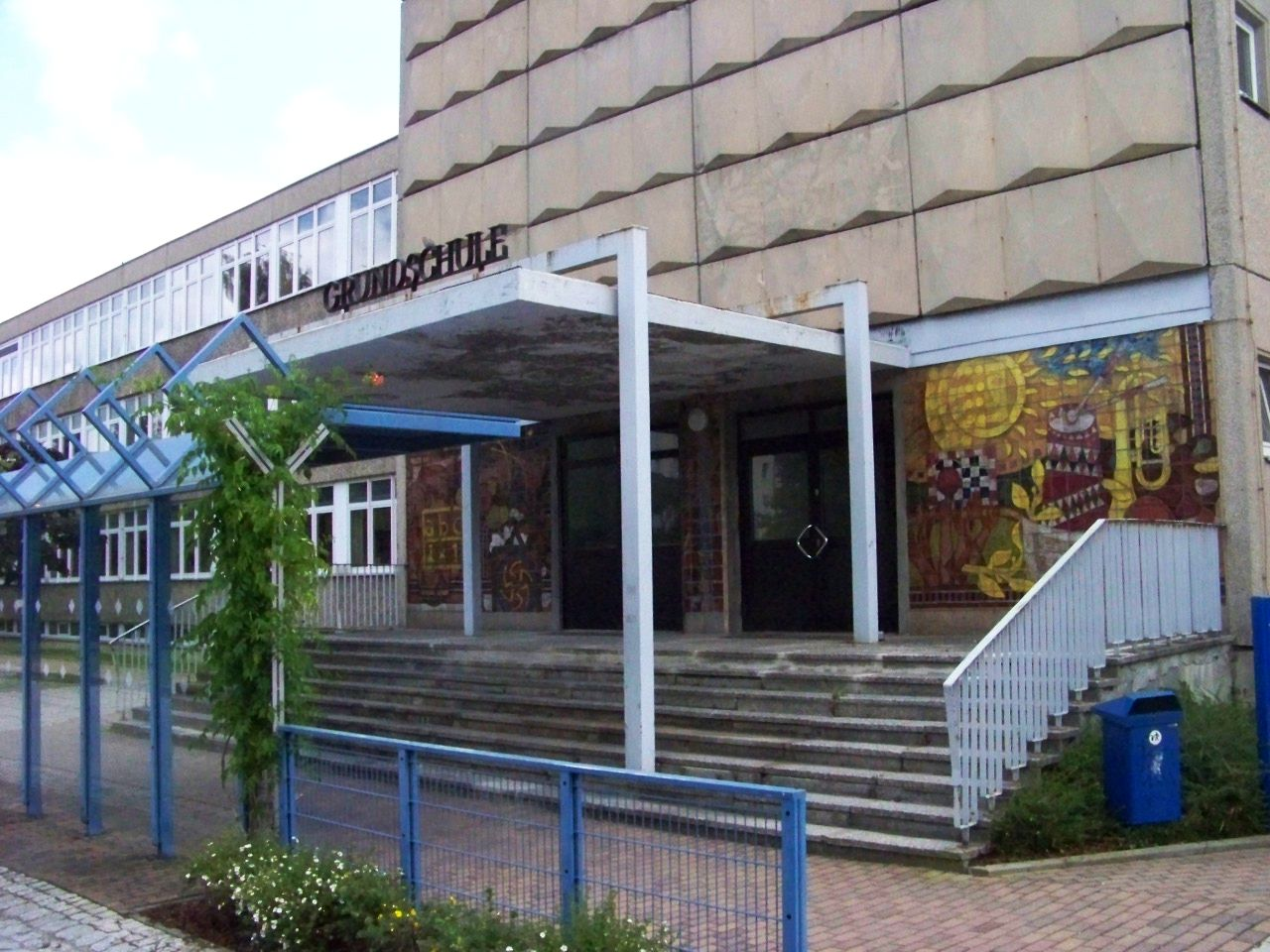
Grundschule

- In Neukieritzsch besteht ein Standort der Sozialversicherung für Landwirtschaft, Forsten und Gartenbau (SVLFG).
- Die Grundschule befindet sich im Zentrum des Ortes.

Park Arena, Neukieritzsch

- Park-Arena: Halle mit 700 Plätzen für Kultur und Sport

## Verkehr
Der Bahnhof Neukieritzsch liegt an der Bahnstrecke Leipzig–Hof (Sächsisch-Bayerische Eisenbahn), Bahnstrecke Neukieritzsch–Chemnitz sowie der ehemaligen Bahnstrecke Neukieritzsch–Pegau. Nachdem dort der Reiseverkehr 1997 eingestellt worden war, wurde sie 1999 endgültig stillgelegt.
Auf den anderen beiden Strecken verkehren die Linien S5, S5X und S6 der S-Bahn Mitteldeutschland, wobei die S5X aufgrund ihres „Expresscharakters“ das Gemeindegebiet ohne Halt passiert.
Die S6 hält in Neukieritzsch und Lobstädt halbstündlich und verkehrt nach Borna/Geithain und Leipzig Messe, die S5 hält stündlich in Neukieritzsch und Deutzen und verkehrt nach Altenburg/Zwickau und Halle (Saale) Hauptbahnhof.
Ferner liegt Neukieritzsch an der Bundesstraße 176.

## Sehenswürdigkeiten

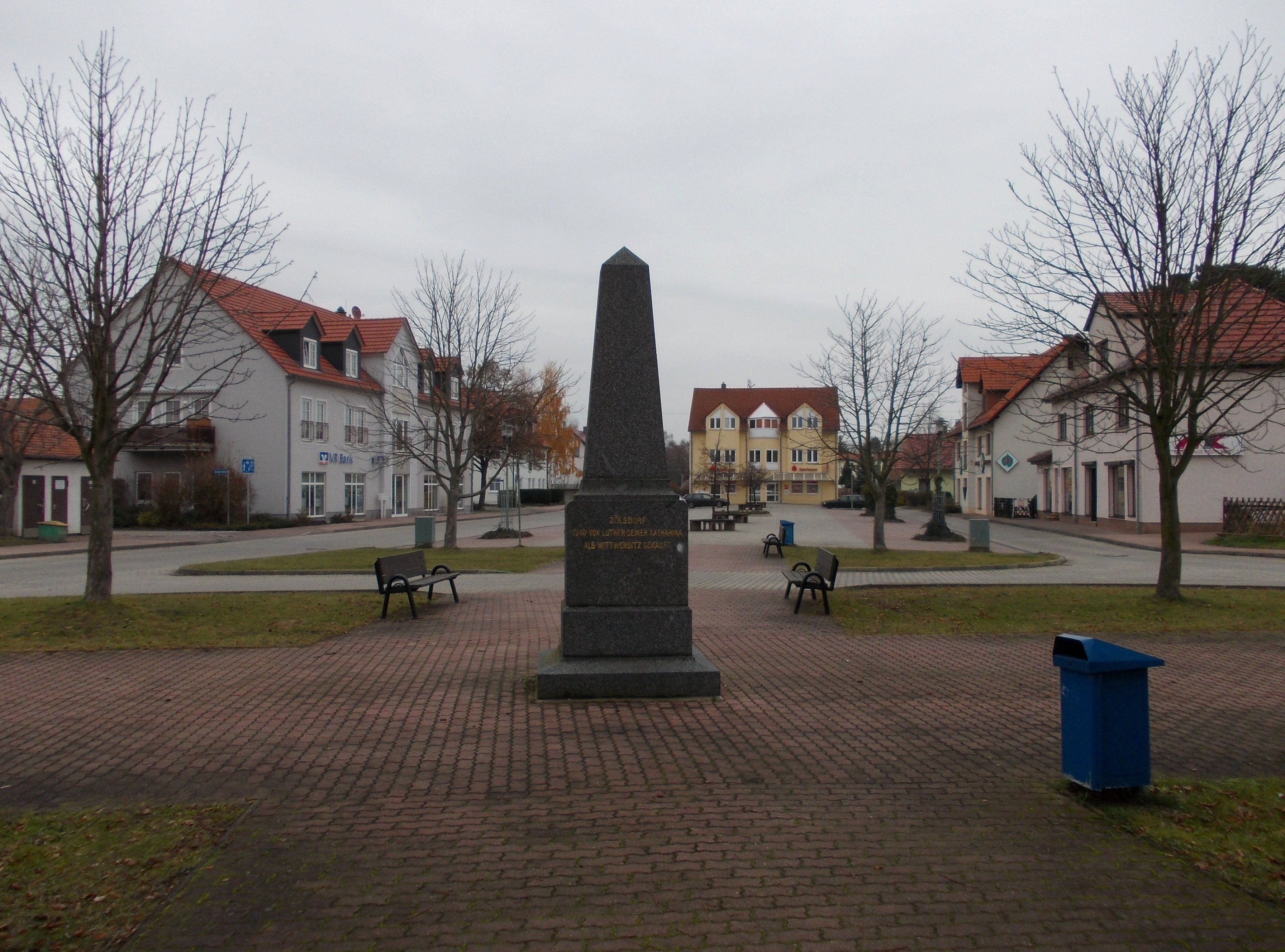
Markt mit Lutherdenkmal

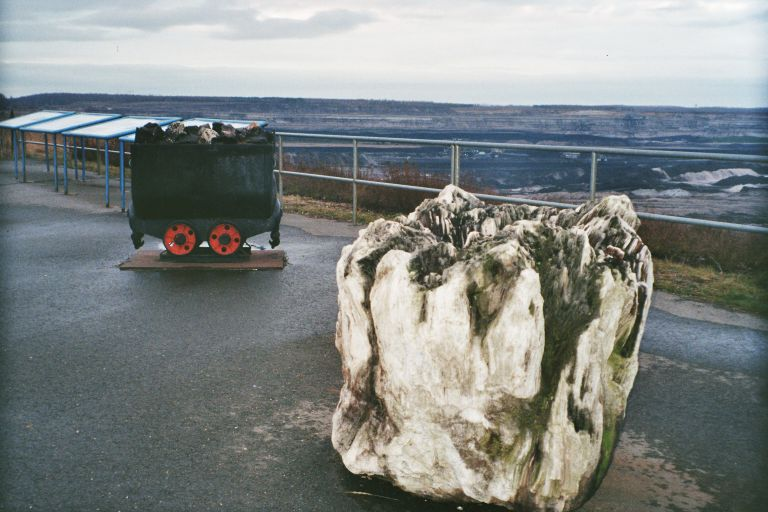
Aussichtspunkt bei Neukieritzsch in den Tagebau

- Lutherdenkmal aus dem Jahr 1884 auf dem Markt, umgesetzt aus der Wüstung Zölsdorf, Luther hat dort 1540 seiner Frau Katharina einen Witwensitz gekauft.
- Die Kirche in Kieritzsch mit Medaillons von Martin und Katharina Luther ist eine Luthergedenkstätte.
- Gedenktafel in Lippendorf, dem Geburtsort von Katharina von Bora, an der Katharina-Luther-Kapelle
- Die Katharina-von-Bora-Kirche in Neukieritzsch wurde 1998 geweiht.
- Der Pleiße-Radweg und der Lutherweg Sachsen führen durch die Gemeinde.
- In Deutzen, in der Nähe des Bahnhofes, gab es einen Aussichtspunkt in den westlich gelegenen Tagebau Schleenhain (2019 geschlossen).
- Wasserkugel Deutzen

### Naturschutz
- Siehe auch: Liste der Naturdenkmale in Neukieritzsch

## Kultur

### Sportvereine
- Sportfreunde Neukieritzsch
- Schützenverein Neukieritzsch
- Sportangelgruppe Neukieritzsch

### Musik
- Musikverein Neukieritzsch-Regis e. V. (seit 1990)
- Gemischter Chor Neukieritzsch e. V. (seit 1889)

## Persönlichkeiten
- Katharina von Bora (1499–1552), Frau Martin Luthers
- Walter Demmering (1872–1940), Politiker (Deutsche Demokratische Partei)
- Alfred Eichhorn (* 1944), Journalist und Radiomoderator, in Großzössen geboren